# Erich Bachem
Erich Bachem (Horrem an der Erft 19 de dezembro de 1920 — Bremen - 8 de julho de 1993) foi um oficial alemão que serviu durante a Segunda Guerra Mundial. Foi condecorado com a Cruz de Cavaleiro da Cruz de Ferro.

## Condecorações
- Cruz de Ferro 2ª Classe
- Cruz de Ferro 1ª Classe
- Cruz de Cavaleiro da Cruz de Ferro 6 de janeiro de 1942